# 河田章
河田 章（かわた あきら、1950年 - ）は、日本の郷土史家。

## 概略
岡山県岡山市生まれ。岡山県立金川高等学校卒業後、岡山商科大学商学部に進学、その後福岡大学大学院に進学し、1980年福岡大学大学院商学研究科日本商業史専攻単位取得（大学院では藤本隆士に師事）、岡山に戻り、1981年関西高等学校非常勤講師、1986年同校教諭、2012年退職。

## 著書

### 単著
- 『近世瀬戸内経済史研究－岡山藩・長州藩の史的分析－』吉備人出版、2004
- 『岡山の社会経済史研究－中世・近世・近代の史料を読み解く－』吉備人出版、2014

### 共著
- 岡山県高等学校教育研究会社会科部会歴史分科会編『新版 岡山県の歴史散歩』山川出版社、1991
- 圭室文雄編『日本名刹大事典』雄山閣、1992
- 山陽新聞社編『岡山県歴史人物事典』山陽新聞社、1994
- 吉備人出版編集部編『おかやま歴史の旅百選』吉備人出版、2004
- 岡山リビング新聞社編集部編著『おかやま歴史館散歩』岡山リビング新聞社、2006
- 井原市史編纂委員会編『井原市芳井町史通史編』井原市、2008年
- 岡山県の歴史散歩編集委員会編『岡山県の歴史散歩』山川出版社、2009年
- 太田健一監修『図説 倉敷・総社の歴史』郷土出版社、2009年
- 太田健一監修『図説 岡山・備前・玉野の歴史』郷土出版社、2010年
- 太田健一監修『岡山市今昔写真集』樹林舎、2012年

## 論文
- 「岡山藩の流通統制と振売商人についての一考察」『岡山県私学紀要』18号、1989
- 「岡山藩の藩札についての一考察－財政窮乏策として－」『商業教育』39号、1992
- 「岡山藩の綿問屋についての一考察」『岡山地方史研究』70号、1993
- 「岡山藩の薪問屋についての一考察」『岡山地方史研究』73号、1994
- 「岡山藩における藍玉流通について」『岡山地方史研究』77号、1995
- 「史料が語る幕末岡山の藩政改革」『岡山県私学紀要』22号、1997
- 「専売制施行期の大日本塩業同盟会－「岡山市に於ける塩業大会記事」の紹介を中心に－」『日本塩業の研究』第33集、日本塩業研究会、2013